# Keith Holyoake
Keith Jacka Holyoake (ur. 11 lutego 1904 w Pahiatua, zm. 8 grudnia 1983 w Wellington) – nowozelandzki polityk, jedyna osoba, która w okresie po uzyskaniu przez Nową Zelandię niepodległości pełniła oba najważniejsze stanowiska w tym państwie: premiera (1957, 1960–1972) oraz gubernatora generalnego (1977–1980). Był także pierwszym w historii wicepremierem Nowej Zelandii.

## Życiorys

Herb Holyoake'a jako szlachcica

Pochodził z rolniczej rodziny. Jego ojciec zmarł, kiedy miał 12 lat, co zmusiło młodego Keitha do porzucenia szkoły i podjęcia pracy na farmie, gdzie uprawiane były chmiel i tytoń. Edukację kontynuował w domu dzięki swojej matce, z wykształcenia nauczycielce. W 1931 kandydował do parlamentu z ramienia Partii Reformistycznej. Za pierwszym razem nie zdobył mandatu, ale dokonał tego już rok później, przy okazji wyborów uzupełniających. Był wówczas najmłodszym parlamentarzystą. Po połączeniu stronnictwa reformistów z Partią Zjednoczoną, stał się członkiem nowej Nowozelandzkiej Partii Narodowej. W 1938 utracił miejsce w Izbie Reprezentantów, ale odzyskał je pięć lat później. 
W 1946 został wiceliderem swej partii, a po zwycięskich dla niej wyborach w 1949 objął tekę ministra rolnictwa. W tym samym roku został powołany na nowo utworzony urząd wicepremiera Nowej Zelandii. Schorowany premier Sidney Holland przekazał mu stery na dwa miesiące przed wyborami w 1957. Notowania partii były już jednak na tyle złe, że Holyoake nie zdołał zapobiec przegranej na rzecz Partii Pracy i narodowcy znaleźli się w opozycji. 
Kolejna kampania wyborcza, w 1960, była już w całości przygotowana pod kierunkiem Holyoake'a i przyniosła jego partii powrót do władzy, co dla niego oznaczało ponowne objęcie stanowiska premiera. Rządził przez dwanaście lat, trzykrotnie uzyskując reelekcję. Do jego najważniejszych osiągnięć zalicza się m.in. zniesienie w Nowej Zelandii kary śmierci, które przeforsował w 1961 wbrew stanowisku większości własnego zaplecza politycznego. Ustąpił ze stanowiska w lutym 1972, chcąc umożliwić swemu protegowanemu i następcy, Jackowi Marshallowi, płynne przejęcie władzy w partii i rządzie na wystarczająco długo przed wyborami. Marshall nie podołał wprawdzie zadaniu i narodowcy ponownie znaleźli się w opozycji, ale w trzy lata później powrócili do władzy pod wodzą Roberta Muldoona, który specjalnie z myślą o Holyoake'u utworzył urząd ministra stanu. 
W 1977 premier Muldoon zwrócił się do Elżbiety II o powołanie Holyoake'a na formalnie najwyższy w państwie, choć faktycznie głównie ceremonialny, urząd gubernatora generalnego. Spotkało się to z ostrą reakcją labourzystowskiej opozycji, która wskazywała, że jeszcze nigdy tej apolitycznej w założeniu funkcji nie pełnił tak prominentny polityk. Uważała ona, że lepszym kandydatem byłby sir Edmund Hillary. Mimo tych obaw Holyoake wypełniał swoje nowe obowiązki zgodnie z tradycją, a więc nie angażując się w bieżące waśnie na salonach władzy. W 1980 zrezygnował, motywując to swoim podeszłym wiekiem. 
Zmarł trzy lata później w wieku 79 lat. Był kawalerem trzech wysokich orderów brytyjskich: Podwiązki, Św. Michała i św. Jerzego oraz Towarzyszy Honoru.